# Нагорода людина року в НХЛ
«Людина року в НХЛ від Budweiser» (англ. Budweiser NHL Man of the Year Award) — колишня нагорода НХЛ, яку спонсорувала фірма «Budweiser», і яку щорічно присуджували гравцеві Національної хокейної ліги за його спортивну майстерність і участь у благодійних заходах. Кожна команда НХЛ призначала гравця, і переможця обирала суддівська колегія на початку плей-оф Кубка Стенлі, він отримував 21 000 доларів США для пожертвувань на благодійність. Нагороду присуджували з сезону 1987–88 до сезону 1991–92. Через шість років НХЛ заснувала нагороду фондації НХЛ, яка виконувала подібну функцію, поки її не об’єднали з пам'ятним трофеєм Кінга Кленсі у сезоні 2017–18.